# 大同站
大同站位于中华人民共和国山西省大同市平城区站前街4号，于1914年启用，为中国铁路太原局集团管辖的客货运特等站及区域性編組場。经过铁路有京包铁路、同蒲铁路及云岗支线，是连接晋、冀、蒙三省的交通枢纽。

## 历史

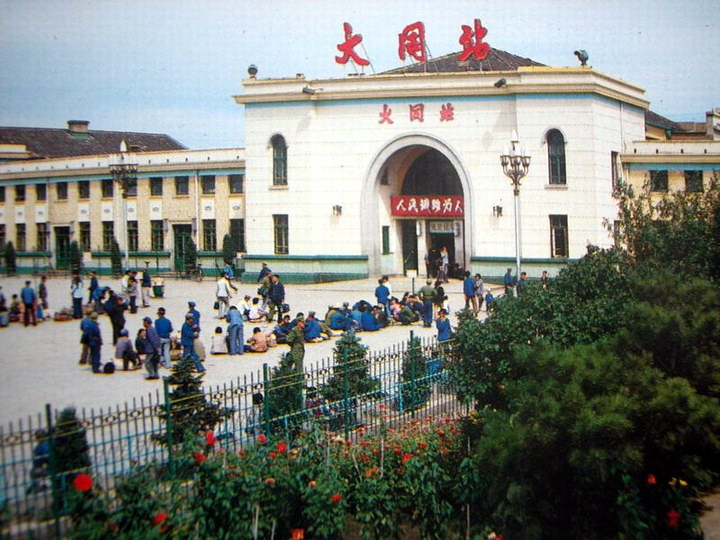
1950年代的大同站站房

大同站于1914年建成启用，至解放初期仅有17股道、41组道岔，其中10号道岔仅一组，其余均是8号道岔。北同蒲线抢修通车后，大同站又铺设了3股道，计20股道，彼时站线有效长433米，20股道总容量不超过403车。南牵出线347米，北牵出线409米，配有2台小型调车机作业，能力很低。货运设备当时仅有装卸线4股道，只能容66车，没有仓库设备。客运设备仅有一座陈旧的木制天桥，候车室也仅能容100人。
大同站于1949年-1959年间经历过一次扩建，新建了旅客站舍，包括候车室、行李房、办公室、地下通道等；增建了大同西场，到发线有效长延长至850米，大同东场原有20股道增加到27股道，并修建了土驼峰，扩大了货场，安装了电气集中、色灯信号、半自动闭塞等先进设备，提高了运输能力。

## 车站结构
大同站共有东、西两个车场。

### 东场
大同东场为横列式车场，办理各方向旅客列车到发、中转和货物列车无调作业。车站站房建筑面积15284平方米，建于1989年，并于2016年进行改造扩建。站房外立面设计以灰色为主色调搭配赭石色雕檐体现北魏文化。站房中部为进站大厅，设有地上两层三个候车厅、一个售票厅，地下一层为南北出站通道，站房两侧为办公区和出站口。车站设3个候车大厅，候车区面积10038平方米，可同时容纳4000人候车。大同站东场日均办理旅客列车约50列，主要為大同站、包头、北京及天津等站始发的各類旅客列车（動車組旅客列车除外）。
- 大同站1候车室，位于车站一层
- 大同站2候车室，位于车站二层
- 大同站3候车室，位于车站二层
- 大同站客运服务：001服务队，位于车站一层

### 西编组场
大同站西编组场简称大同西场或大同西站，是二级四场地方性编组站，设有到达场、上行到发场、下行到发场和调车场，办理各方向货物列车到达、解体、集结、编组、出发、通过作业。西一场位于西编组场北侧，是到达场，和机务段并列布置；设有正线2条、到发线10条。上行到发场、下行到发场和调车场自西向东并列布置，又分别被称为西二场、西三场和西四场。西二场是京包铁路上下行出发兼直通场，设12条到发线；西三场为编组场，设有30条编组线和一个驼峰；西四场为同蒲铁路、云冈支线方向出发兼直通场，设8条到发线。

## 使用情况
大同站是京包铁路、同蒲铁路及云冈支线的客货运特等站。大同的另一个编组站为大秦铁路湖东站。
| 列车所属路局   | 目的地                                                                                     |
| -------------- | ------------------------------------------------------------------------------------------ |
| 呼和浩特局集团 | 包头、北京丰台、北京西、鄂尔多斯、广州白云、青岛北、乌海西、南宁、杭州、深圳东、长沙、天津 |
| 兰州局集团     | 北京西、北京丰台、嘉峪关、银川                                                             |
| 太原局集团     | 包头、广州白云、长沙、杭州、运城、宁武、秦皇岛、运城、太原、柴沟堡、上海                   |
| 沈阳局集团     | 包头                                                                                       |